# Folkert Meeuw
Folkert Meeuw (Wiesbaden, 11 novembre 1946) è un ex nuotatore tedesco occidentale.

## Palmarès
- Giochi olimpici estivi

Monaco di Baviera 1972: argento nella 4x200m sl.
- Mondiali

Belgrado 1973: bronzo nella 4x200m sl.
- Europei

Barcellona 1970: oro nella 4x200m sl e argento nei 200m sl e nella 4x100m sl.
Vienna 1974: oro nella 4x200m sl, nella 4x100m misti e bronzo nei 100m farfalla.